# Paweł Sobek
Paweł Szczepan Sobek (Bytom, 23 dicembre 1929 – 14 settembre 2015) è stato un calciatore polacco, di ruolo attaccante.

## Carriera

### Club
Ha giocato nella massima serie del campionato polacco con Szombierki Bytom e Górnik Radlin.

### Nazionale
Con la Nazionale polacca ha preso parte a degli incontri fra il 1952 e il 1953.